# Höhenland
Höhenland è un comune di 1 081 abitanti del Brandeburgo, in Germania.

Appartiene al circondario del Märkisch-Oderland ed è parte della comunità amministrativa di Falkenberg-Höhe.

## Storia
Il comune di Höhenland venne formato il 1º maggio 2002 dall'unione dei 3 comuni di Leuenberg, Steinbeck e Wölsickendorf-Wollenberg, che ne divennero frazioni.

## Geografia antropica

### Suddivisioni amministrative
Il territorio comunale comprende 3 centri abitati (Ortsteil), corrispondenti ai vecchi comuni uniti:
- Leuenberg
- Steinbeck
- Wölsickendorf-Wollenberg[senza fonte]